# Willow Creek (Califòrnia)
Willow Creek és una concentració de població designada pel cens dels Estats Units a l'estat de Califòrnia. Segons el cens del 2000 tenia 1.743 habitants.

## Demografia
Segons el cens del 2000, Willow Creek tenia 1.743 habitants, 772 habitatges, i 481 famílies. La densitat de població era de 3,3 habitants/km².
Dels 772 habitatges en un 24% hi vivien nens de menys de 18 anys, en un 49,9% hi vivien parelles casades, en un 8,2% dones solteres, i en un 37,6% no eren unitats familiars. En el 31,6% dels habitatges hi vivien persones soles l'11,8% de les quals corresponia a persones de 65 anys o més que vivien soles. El nombre mitjà de persones vivint en cada habitatge era de 2,26 i el nombre mitjà de persones que vivien en cada família era de 2,81.
Per edats la població es repartia de la següent manera: un 22,5% tenia menys de 18 anys, un 5,8% entre 18 i 24, un 21,8% entre 25 i 44, un 30,1% de 45 a 60 i un 19,9% 65 anys o més.
L'edat mitjana era de 45 anys. Per cada 100 dones de 18 o més anys hi havia 104,4 homes.
La renda mitjana per habitatge era de 27.276 $ i la renda mitjana per família de 35.720 $. Els homes tenien una renda mitjana de 33.375 $ mentre que les dones 27.955 $. La renda per capita de la població era de 18.664 $. Entorn del 10,3% de les famílies i el 14,4% de la població estaven per davall del llindar de pobresa.

## Poblacions més properes
El següent diagrama mostra les poblacions més properes.